# Обществоведение
Обществове́дение — название учебного предмета в советской школе, преподававшегося с 1960-х годов по 1991 год на всей территории СССР. Впервые школьная программа была утверждена Народным комиссариатом просвещения в 1925 году.
После прихода к власти большевиков, история вместе с включением права, политэкономии и социологии, сведений по истории классовой борьбы и развития теории научного социализма образовали новый школьный предмет «Обществоведение». Курс был призван дать учащимся представление о закономерностях развития общества, дать им «навыки в научной работе в области осознания окружающей современной жизни». Наряду с изучением курса обществоведения, в школе были введены уроки политграмоты. Постепенно, накапливались теоретические и методические проблемы, и в 1930-х годах было решено акцентировать внимание на изучение истории в образовательных учреждениях  
До начала Великой Отечественной войны, в 1937 году в школьную программу был введен курс «Конституция СССР» (сначала в 7 классе, затем в 10). Недолгим было преподавание (со второй половины 1940-х до конца 1950-х) логики и психологии. В 1960 году был начат эксперимент по внедрению в школу экспериментального курса «Основы политических знаний».  
В 1963 году, после трех лет экспериментальной работы, в выпускных классах школ был введен курс обществоведения. 
Специфика предмета заключалась в разработке у учащихся общеобразовательных школ системы взглядов на мир, охватывающей все происходящие в нём явления  и дающей учащимся единое понимание и объяснение этих явлений через призму марксистско-ленинской философии. Учебник по данному курсу включал три части: «Основы марксистско-ленинской философии», «Основы марксистской политэкономии» и «Основы научного коммунизма». Уделялось внимание и правовому образованию учащихся: с 1970-х гг. в учебном плане школ появился курс «Основы Советского государства и права». В начале 1980-х гг. было начато преподавание «Этики и психологии семейной жизни». Однако, оба курса были небольшими и были оторваны от основного курса обществоведения. Последнее издание учебника (23-е) «Обществоведение» вышло в 1987 году. 
В годы Перестройки рядом коллективов предпринимались попытки изменить предмет с учетом социально-политических особенностей развития общества. Например, в 1990/91 учебном году попытка заменить курс обществоведения курсом «Введение в марксистское обществознание» (авт. Ф. Бурлацкий, А. Галкин, Ю. Красин, Политиздат, 1989) не получила поддержки большей части учителей и родителей учащихся.
После распада Союза ССР в российской школе и школах СНГ в связи с неактуальностью коммунистического образования подрастающего поколения с 1992 года предмет был отменён; тогда же на уровне субъектов Федерации и на уровне конкретных школ было получено право достаточно свободно определять содержание учебных программ, что определило характернейшие черты развития постсоветского и российского образования в 1990-е годы. Содержавшиеся прежде в обществоведении фактические сведения начали преподаваться в рамках истории, а также большого количества новых возникавших и исчезавших учебных дисциплин, таких как «право» (или «правоведение»), философия, «Этика и психология семейной жизни», психология, логика, этика, мировая художественная культура (отчасти этот курс преподавался, в зависимости от уровня подготовки учителей, в рамках уроков рисования или «ИЗО» (т. е. изобразительное искусство) в 6-м классе средней десятилетней советской школы), политология и другие.
С 2000 года в средней школе введён федеральный синтетический школьный предмет обществознание. В Белоруссии до сих пор изучают «Обществоведение».
Фрагмент учебной программы курса обществоведения 1962 года: 
1. Диалектический и исторический материализм — основа научного мировоззрения.
2. Социализм — первая фаза коммунистического общества.
3. КПСС — руководящая и направляющая сила советского общества.
4. Пути постепенного перерастания социализма в коммунизм.
5. XX век — век торжества коммунизма.